# 佐々木哲
佐々木 哲（ささき とおる、1961年12月1日- ）は、日本の歴史研究家、著述家。博士（学術）。東京都武蔵野市出身。

## 経歴
早稲田大学社会科学部卒業、早稲田大学大学院商学研究科修士課程修了。1997年東京大学大学院総合文化研究科広域科学専攻博士課程修了（科学史・科学哲学）。専門分野は、科学哲学、歴史哲学と歴史学。歴史研究では佐々木氏・六角氏を研究しており、通説で沢田源内による偽書とされる『江源武鑑』に登場する六角義実・六角義秀・六角義郷の実在について論じた著書を出版している。　

## 論文
- 「ヘーゲル論理学とクーンのパラダイム論との比較研究」（ヘーゲル哲学研究創刊号、ヘーゲル研究会、65－77頁、1995年6月）
- 「量子力学の相補性とヘーゲル弁証法」（自然哲学研究9号、自然哲学研究会、19－32頁、1996年2月）
- 「進化論における外的目的論と内的目的論の差異」（自然哲学研究10号、自然哲学研究会、1－27頁、1999年3月）
- 「自然選択説と中立説（自然哲学研究11号、自然哲学研究、35－52頁、2000年5月）
- 「生物進化における変化と安定性」（モルフォロギア22号、ゲーテ自然科学の集い、48－57頁、2000年10月）
- 「天文期六角氏の系譜の研究―六角氏綱の子孫について―」(『戦国史研究』30号、戦国史研究会、12－22頁、1995年8月)
- 大塚勝夫編『経済史・経営史研究の現状』（三嶺書房、1996年）所収「一七世紀日本人の人口増加と階層間移動」
- 砂川博編『一遍聖絵と時衆』（岩田書院、2009年）所収「『一遍聖絵』後援者「一人」と『遊行上人縁起絵』作者平宗俊　―久我家所領問題と池家―」
- 「一遍時衆踊念仏始行と小田切郷地頭―佐々木時清の母「大井の姉」について」(『時宗教学年報』 38号、時宗教学研究所、49－63頁、2010年3月)

## 著書
- 『佐々木六角氏の系譜―系譜学の試み―』思文閣出版、2006年　ISBN 4-7842-1290-6
- 『系譜伝承論―佐々木六角氏系図の研究―』思文閣出版、2007年　ISBN 978-4-7842-1370-2
- 小和田哲男編『戦国大名閨閥事典　第二巻』（新人物往来社、1996年）「京極氏」「六角氏」担当
- 歴史読本編集部編『戦国大名と政略結婚』（新人物文庫、2012年）「六角氏」担当
- 『東大入試で遊ぶ教養　日本史編』長崎出版、2006年；増補改訂版、2008年；増補改訂版2刷、2009年
- 『東大入試で遊ぶ教養　世界史編』長崎出版、2006年；増補改訂版、2008年；増補改訂版2刷、2009年